# 西川町 (名古屋市)
西川町（にしかわちょう）は、愛知県名古屋市港区の地名。現行行政地名は西川町1丁目から西川町4丁目。住居表示未実施。

## 地理
名古屋市港区中央部に位置する。東から南は惟信町、西は多加良浦町、北は当知町に接する。

## 歴史

### 町名の由来
甚兵衛後新田開発者である西川甚兵衛を記念した命名であるという。

### 沿革
- 1942年（昭和17年）10月10日 - 港区惟信町の一部により、同区西川町として成立する[1]。

## 世帯数と人口
2021年（令和3年）2月1日現在の世帯数と人口は以下の通りである。
| 町丁   | 世帯数  | 人口  |
| ------ | ------- | ----- |
| 西川町 | 234世帯 | 545人 |

### 人口の変遷
国勢調査による人口の推移
| 2000年（平成12年） | 654人 | [ WEB 6 ] |  |
| 2005年（平成17年） | 604人 | [ WEB 7 ] |  |
| 2010年（平成22年） | 547人 | [ WEB 8 ] |  |
| 2015年（平成27年） | 567人 | [ WEB 9 ] |  |

## 学区
市立小・中学校に通う場合、学校等は以下の通りとなる。また、公立高等学校に通う場合の学区は以下の通りとなる。
| 丁目        | 番・番地等 | 小学校                 | 中学校               | 高等学校 |
| ----------- | ---------- | ---------------------- | -------------------- | -------- |
| 西川町1丁目 | 全域       | 名古屋市立高木小学校   | 名古屋市立宝神中学校 | 尾張学区 |
| 西川町2丁目 | 全域       | 名古屋市立高木小学校   | 名古屋市立宝神中学校 | 尾張学区 |
| 西川町3丁目 | 全域       | 名古屋市立高木小学校   | 名古屋市立宝神中学校 | 尾張学区 |
| 西川町4丁目 | 全域       | 名古屋市立神宮寺小学校 | 名古屋市立宝神中学校 | 尾張学区 |

## 施設
- 愛知県立惟信高等学校[3]

## その他

### 日本郵便
- 郵便番号 : 455-0824[WEB 3]（集配局：名古屋港郵便局[WEB 12]）。

### WEB
1. 1 2  “愛知県名古屋市港区の町丁・字一覧”.   人口統計ラボ. 2017年10月7日閲覧。
2. 1 2  “町・丁目(大字)別、年齢(10歳階級)別公簿人口(全市・区別)”.   名古屋市 (2021年2月22日). 2021年3月15日閲覧。
3. 1 2  “郵便番号”.  日本郵便. 2019年3月17日閲覧。
4. ↑  “市外局番の一覧”.   総務省. 2019年1月6日閲覧。
5. ↑  名古屋市役所市民経済局地域振興部住民課町名表示係 (2015年10月21日). “港区の町名一覧”.   名古屋市. 2020年11月15日閲覧。
6. ↑  名古屋市役所総務局企画部統計課統計係 (2005年7月1日). “（刊行物）名古屋の町(大字)・丁目別人口 (平成12年国勢調査) 港区” (XLS). 2017年10月8日閲覧。
7. ↑  名古屋市役所総務局企画部統計課統計係 (2007年6月29日). “平成17年国勢調査　名古屋の町(大字)別・年齢別人口 港区” (XLS). 2017年10月8日閲覧。
8. ↑  名古屋市役所総務局企画部統計課統計係 (2012年6月29日). “平成22年国勢調査　名古屋の町(大字)別・年齢別人口 港区” (XLS). 2017年10月8日閲覧。
9. ↑  名古屋市役所総務局企画部統計課統計係 (2017年7月7日). “平成27年国勢調査　名古屋の町(大字)別・年齢別人口” (XLS). 2017年10月8日閲覧。
10. ↑  “市立小・中学校の通学区域一覧”.   名古屋市 (2018年11月10日). 2019年1月14日閲覧。
11. ↑  “平成29年度以降の愛知県公立高等学校（全日制課程）入学者選抜における通学区域並びに群及びグループ分け案について”.   愛知県教育委員会 (2015年2月16日). 2019年1月14日閲覧。
12. ↑  “郵便番号簿 2018年度版” (PDF).   日本郵便. 2019年4月14日閲覧。

### 文献
1. 1 2  名古屋市計画局 1992, p. 839.
2. 1 2  「角川日本地名大辞典」編纂委員会 1989, p. 1534.
3. 1 2  名古屋市計画局 1992, p. 535.